# (35389) 1997 XO
1997 XO (asteroide 35389) é um asteroide da cintura principal. Possui uma excentricidade de 0.16612470 e uma inclinação de 5.37552º.
Este asteroide foi descoberto no dia 3 de dezembro de 1997 por Takao Kobayashi em Oizumi.